# Aire urbaine de Gien

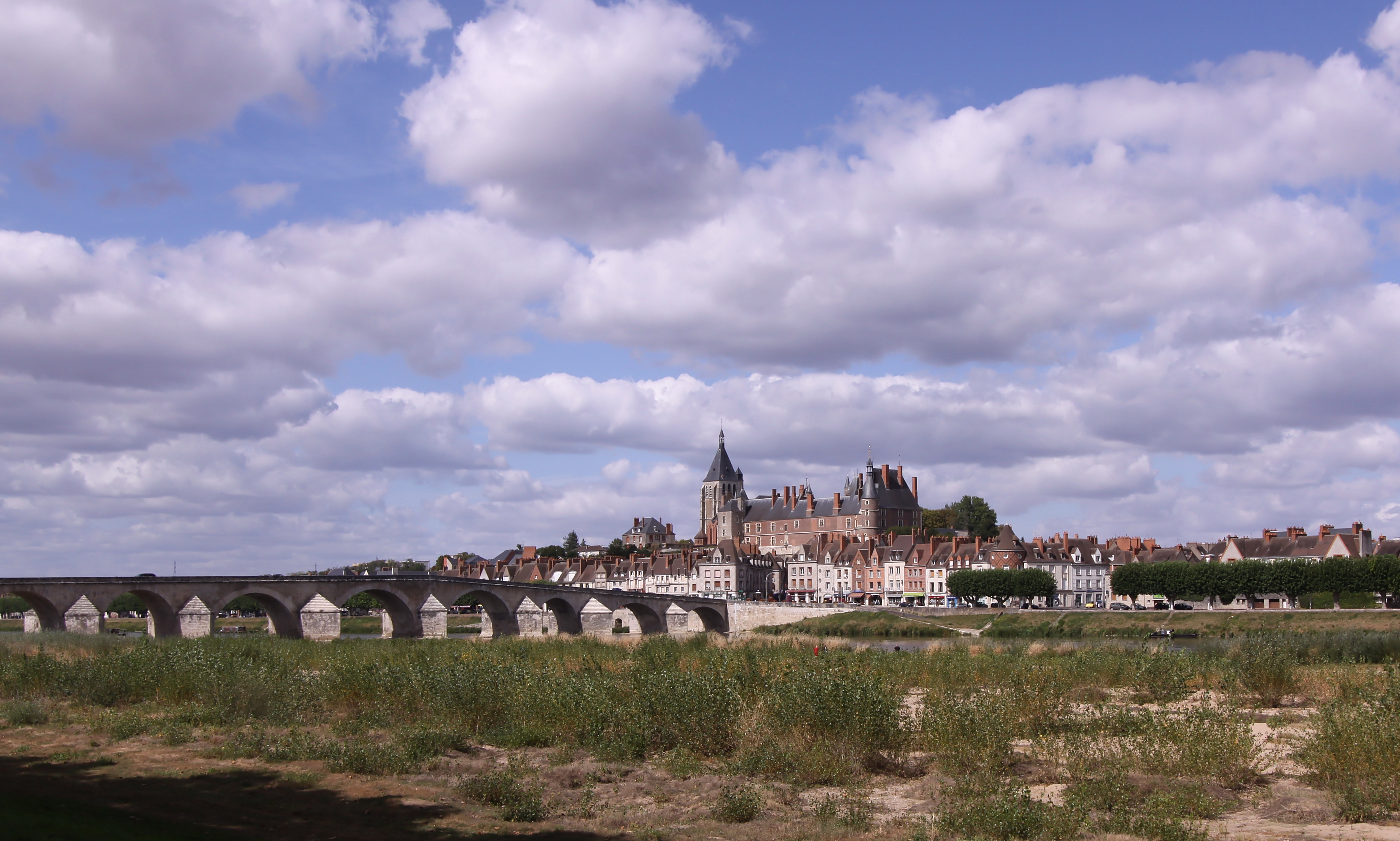
Gien, centre de l'aire urbaine

L’aire urbaine de Gien est une aire urbaine française centrée sur la commune de Gien dans le département du Loiret et la région Centre-Val de Loire.
D'après la définition qu'en donne l'Institut national de la statistique et des études économiques (INSEE), l'aire urbaine de Gien constitue une « moyenne aire » c'est-à-dire « un ensemble de communes, d'un seul tenant et sans enclave, constitué par un pôle (unité urbaine) de 5 000 à 10 000 emplois, et par des communes rurales ou unités urbaines dont au moins 40 % de la population résidente ayant un emploi travaille dans le pôle ou dans des communes attirées par celui-ci ».
Elle est comprise dans l'espace urbain de Paris (ou grand bassin parisien) et la zone d'emploi de Gien et comprend l'unité urbaine de Gien et celle de Poilly-lez-Gien.
C'est l'une des sept aires urbaines du Loiret.
Le périmètre de l'aire urbaine de Gien a été modifié en 2010.

## Géographie
L'aire urbaine de Gien est composée de sept communes, toutes situées dans le département du Loiret. Ses 23 104 habitants font d'elle la troisième aire urbaine du département.
Elle s'étend sur les régions naturelles du Giennois, de la Sologne et du Pays-Fort.
Le tableau suivant détaille la répartition de l'aire urbaine sur le département (les pourcentages s'entendent en proportion du département) :
| Département | Communes | Communes (%) | Superficie (km²) | Superficie (%) | Population (2008) | Population (%) |
| ----------- | -------- | ------------ | ---------------- | -------------- | ----------------- | -------------- |
| Loiret      | 7        | 2,1          | 242,51           | 3,6            | 23 104            | 3,6            |

### Démographie
La population de l'aire urbaine a compté jusqu'à 23 458 habitants en 1990.
| 1968   | 1975   | 1982   | 1990   | 1999   | 2007   | 2008   |
| ------ | ------ | ------ | ------ | ------ | ------ | ------ |
| 17 098 | 19 669 | 22 144 | 23 458 | 22 567 | 23 150 | 23 104 |

Pyramide des âges
Au recensement de 2008, la population comptait 11 956 femmes pour 11 148 hommes.
| Hommes | Classe d’âge | Femmes |
| ------ | ------------ | ------ |
| 0,6    | + 90         | 1,7    |
| 7,7    | 75-89        | 10,8   |
| 14,3   | 60-74        | 15,3   |
| 20,7   | 45-59        | 21,3   |
| 19,8   | 30-44        | 18,1   |
| 17,4   | 15-29        | 16,3   |
| 19,4   | 0-14         | 16,5   |

### Liste des communes
Voici la liste des sept communes de l'aire urbaine de Gien, toutes situées dans le département du Loiret,.
Le nouveau zonage en aires urbaines de 2010 publié par l'INSEEmodifie la composition de l'aire urbaine de Gien qui n'inclut plus la commune des Choux, transfère la commune de Saint-Firmin-sur-Loire dans l'aire urbaine de Briare et se voit adjoindre la commune d'Autry-le-Châtel.
| Code INSEE | Commune                 | Type                  | Statut       | Canton              | Superficie (km²) | Population (2008) | Densité moyenne (hab./km²) |
| ---------- | ----------------------- | --------------------- | ------------ | ------------------- | ---------------- | ----------------- | -------------------------- |
| 45116      | Autry-le-Châtel         | Commune monopolarisée | -            | Châtillon-sur-Loire | +0050,56         | +0 0001 024,      | +00020,3                   |
| 45155      | Gien                    | Pôle urbain           | ville-centre | Gien                | +0067,86         | +00015 337,       | +00226,                    |
| 45227      | Nevoy                   | Pôle urbain           | banlieue     | Gien                | +0030,75         | +0 0001 108,      | +00036,                    |
| 45254      | Poilly-lez-Gien         | Commune monopolarisée | ville-centre | Gien                | +0033,29         | +0 0002 287,      | +00068,7                   |
| 45271      | Saint-Brisson-sur-Loire | Commune monopolarisée | -            | Gien                | +0021,86         | +0 0001 045,      | +00047,8                   |
| 45280      | Saint-Gondon            | Commune monopolarisée | -            | Gien                | +0022,4          | +0 0001 078,      | +00048,1                   |
| 45291      | Saint-Martin-sur-Ocre   | Commune monopolarisée | banlieue     | Gien                | +0015,79         | +0 0001 225,      | +00077,6                   |
|            | Total                   |                       |              |                     | +0242,51         | +00023 104,       | +00095,3                   |

## Administration
L'aire urbaine de Gien appartient à l'arrondissement de Montargis et s'étale sur les cantons de Châtillon-sur-Loire et de Gien.